# Veerenni tänav
Le rue de l'abreuvoir (en estonien : Veerenni tänav) est une rue du quartier Veerenni de Kesklinn à Tallinn en Estonie.

## Présentation
Veerenni tänav commence à son intersection avec  Liivalaia tänav, puis elle croise Ravi tänav, Tatari tänav, Herne tänav, Tiiu tänav, Tare tänav, Kauna tänav, Õilme tänav, Varre tänav, Tehnika tänav, Töökoja tänav, Veduri tänav, Viadukti tänav, Luite tänav, Veerenni põik, Siduri tänav et se termine à son intersection avec Järvevana tee.
Veerenni tänav à une longueur de 1 700 m.

## Bâtiments de la rue
- Veerenni tänav 4 - Immeuble résidentiel
- Veerenni tn 24 - Ancien bâtiment de l'entreprise Baltika ;
- Veerenni tn 29a - Club sportif Korrus 3[3].
- Veerenni tn 38 - Bureau de la société Bolt.
- Veerenni tn 39 - Bureau de la société Reyktal AS[4].
- Veerenni tn 40a - Immeuble de bureaux,
- Veerenni tn 51 – Centre de médecine sportive[5].
- Veerenni tn 53a – Centre médical de Veerenni[6]
- Veerenni tn 58 - Concessionnaire automobile AS Mariine Auto[7].
- Veerenni tn 65 - Centre ESPAK.

## Transports
Les lignes de bus n° 3, 16, 28, 39 et 73 empruntent la rue.

## Galerie

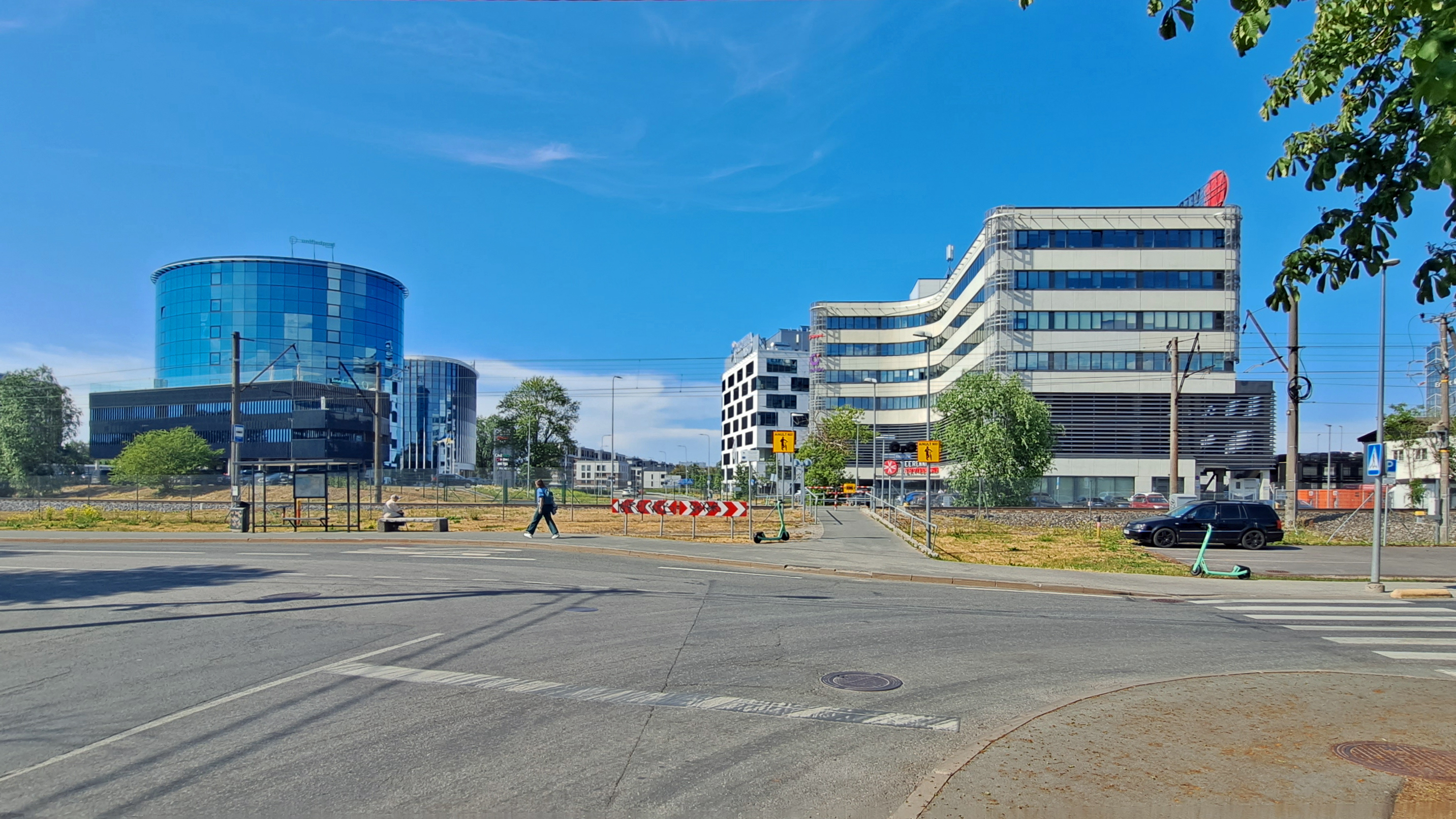
Passage à niveau de la rue en 2023.
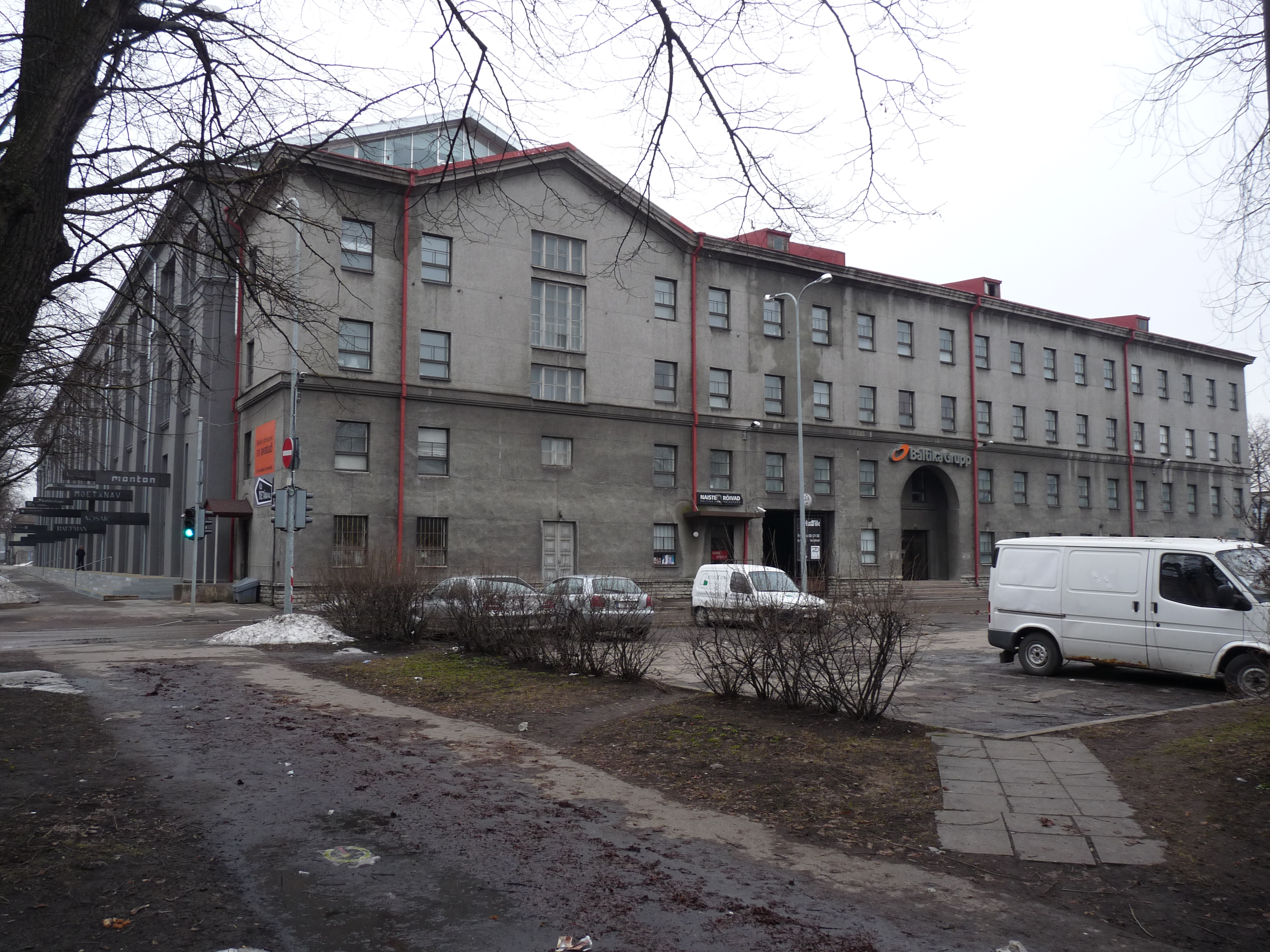
Veerenni tn 24,
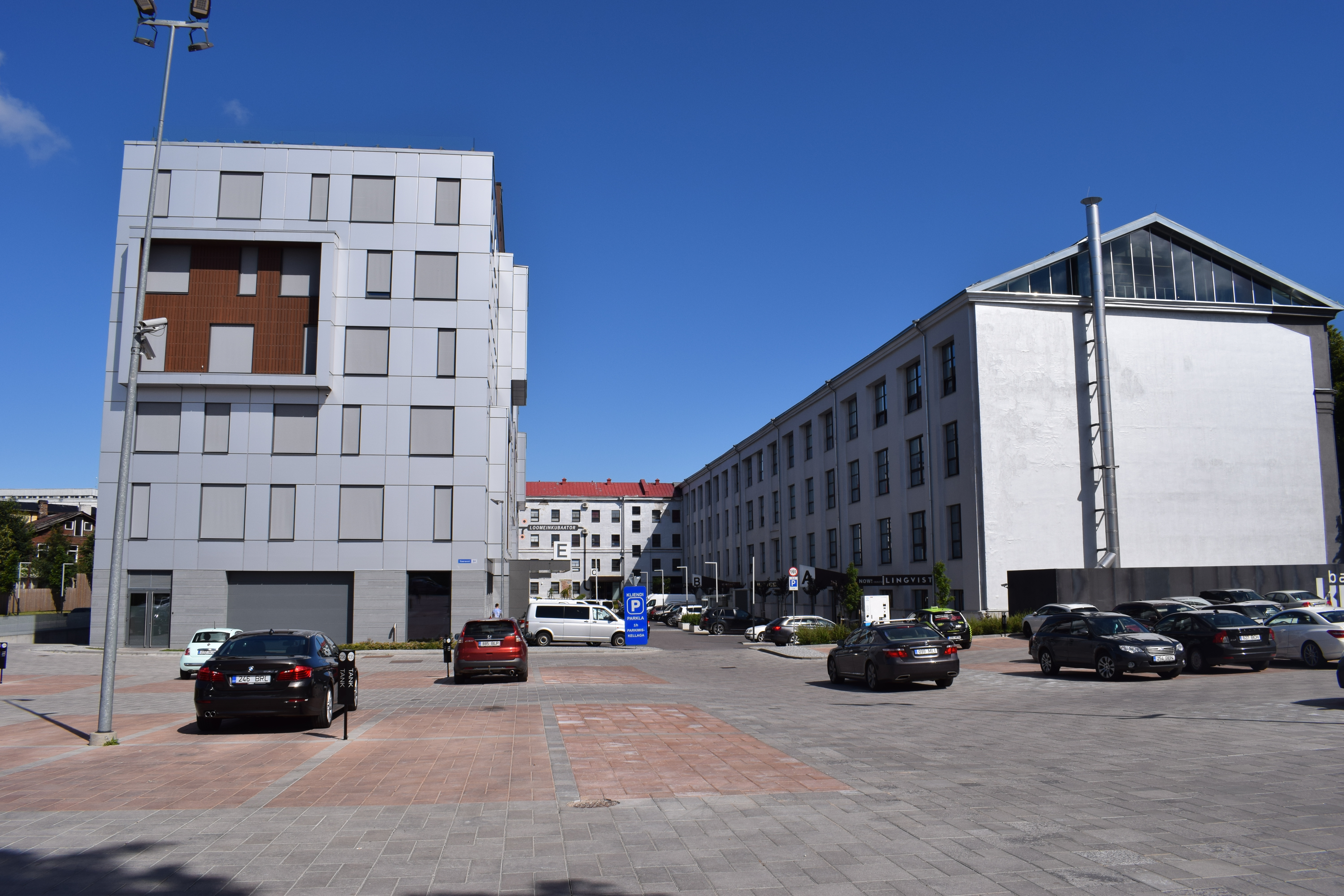
Quartier Baltika.
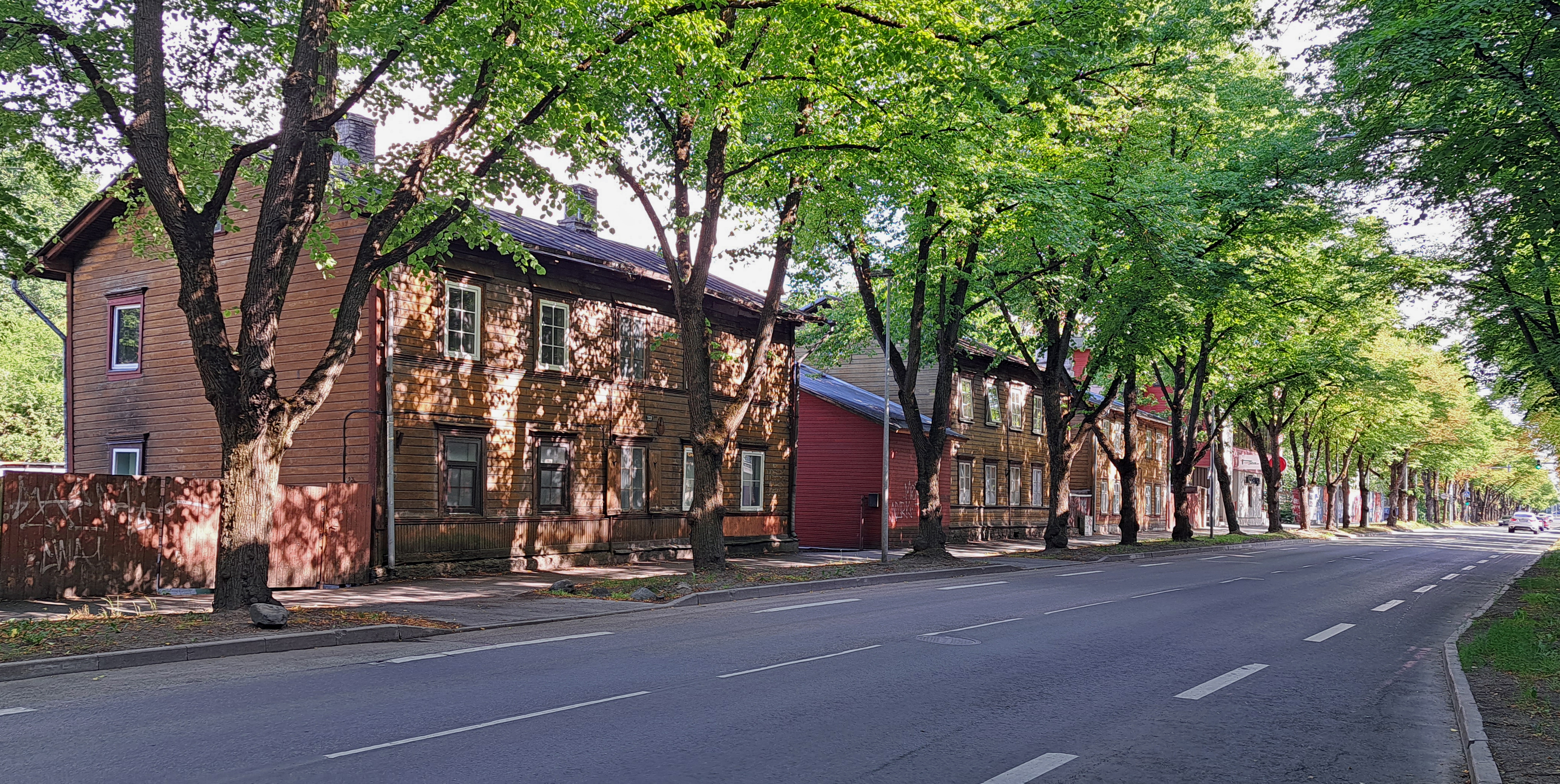
Veerenni tn 23, 25 et 27.
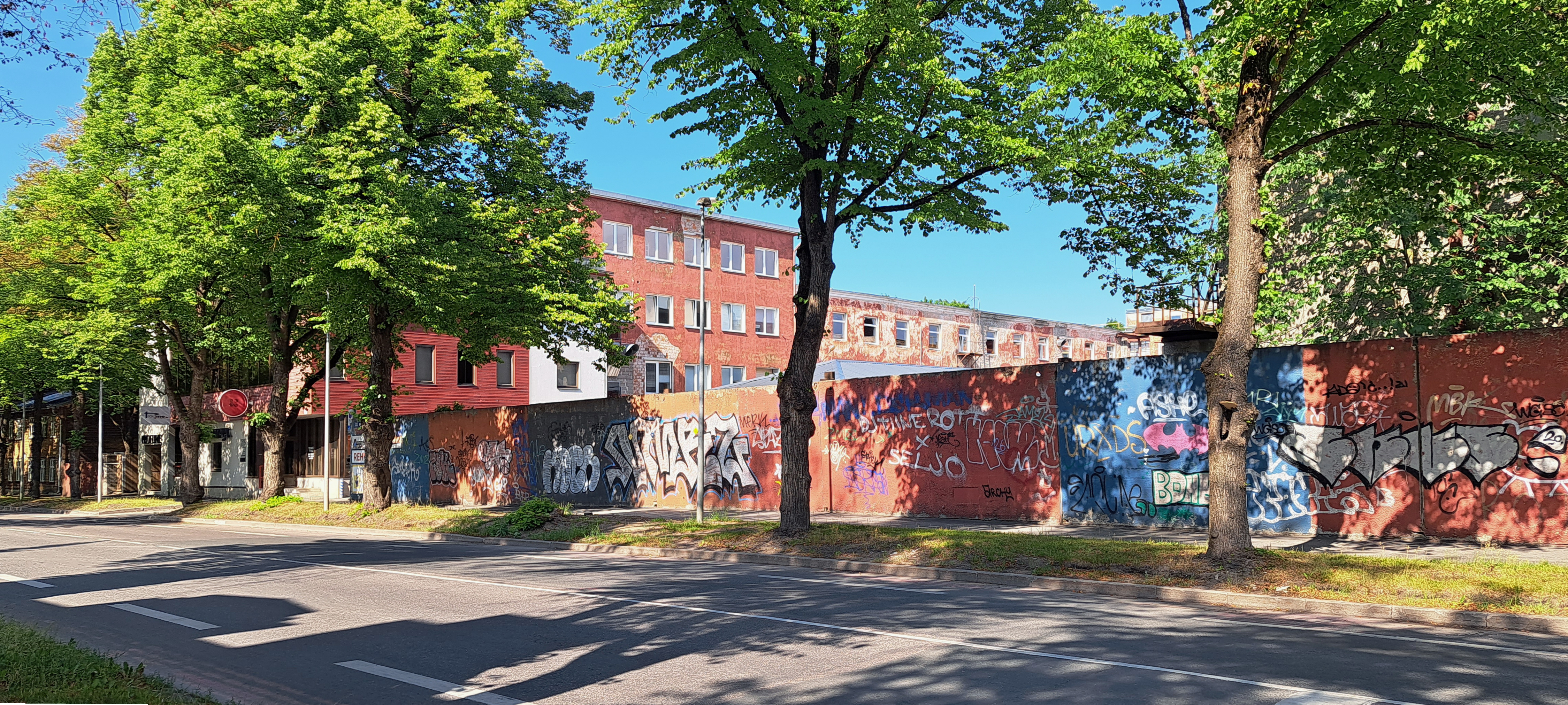
Bâtiment 29, ancienne usine textile.
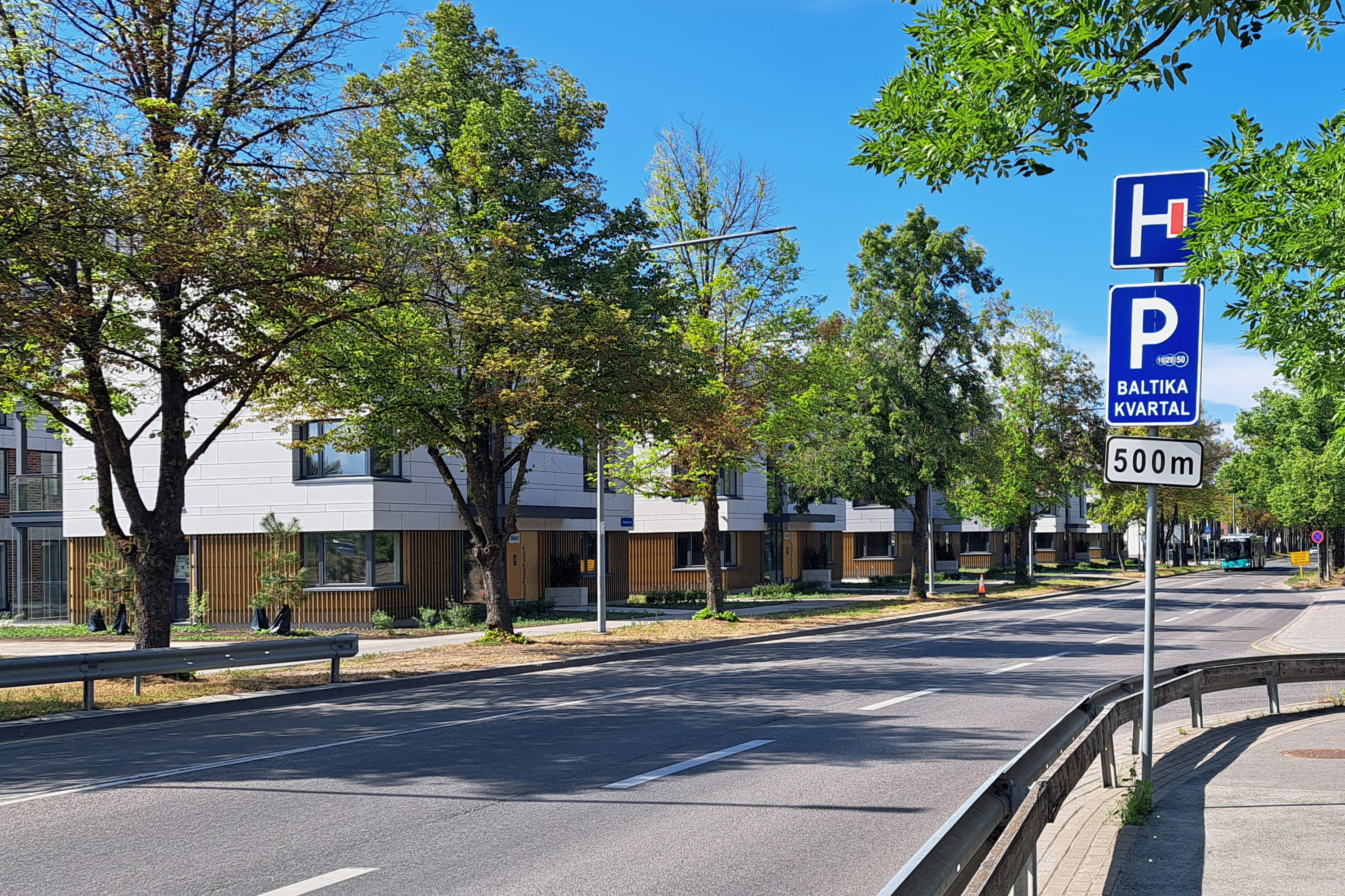
Fin du quartier Baltika en 2023.
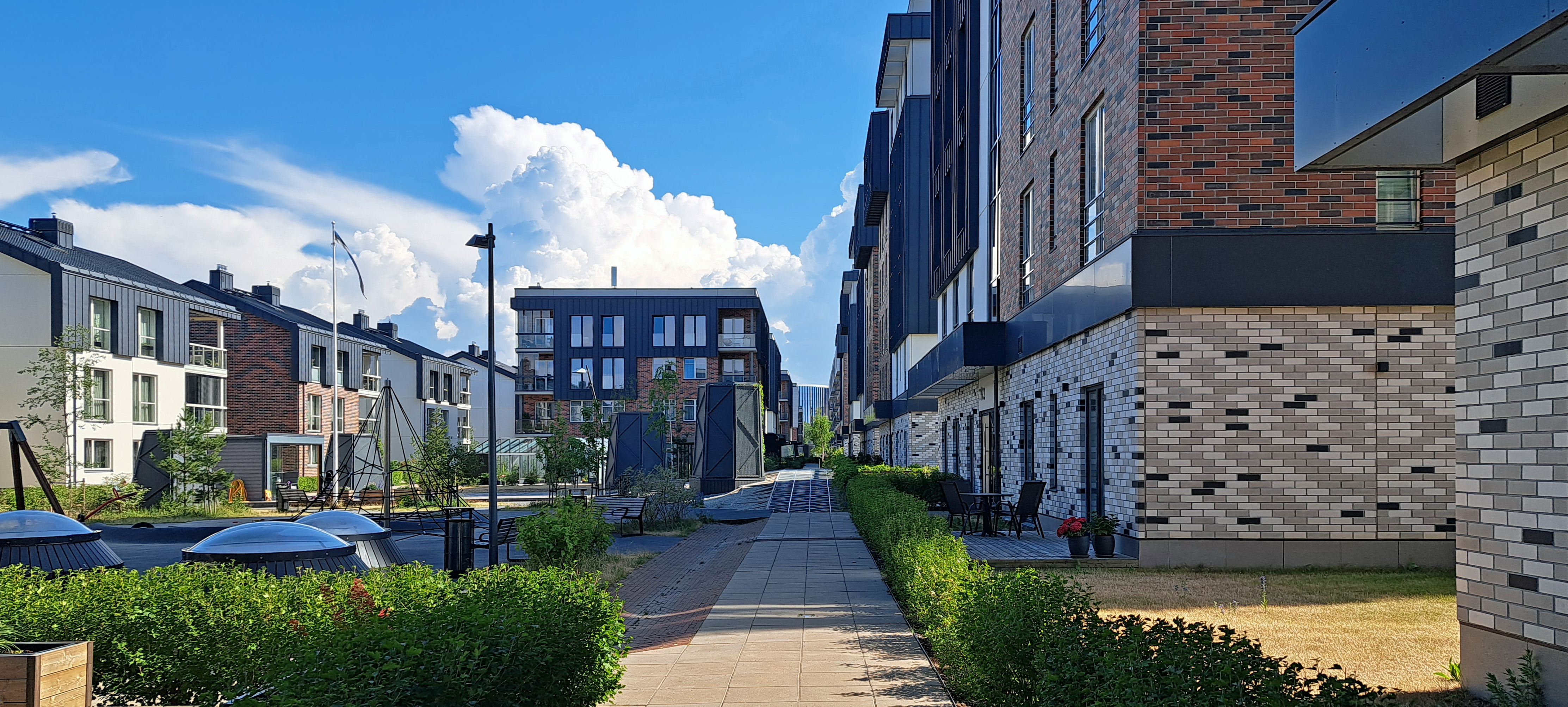
Entre Veerenni tn et Pille tn.
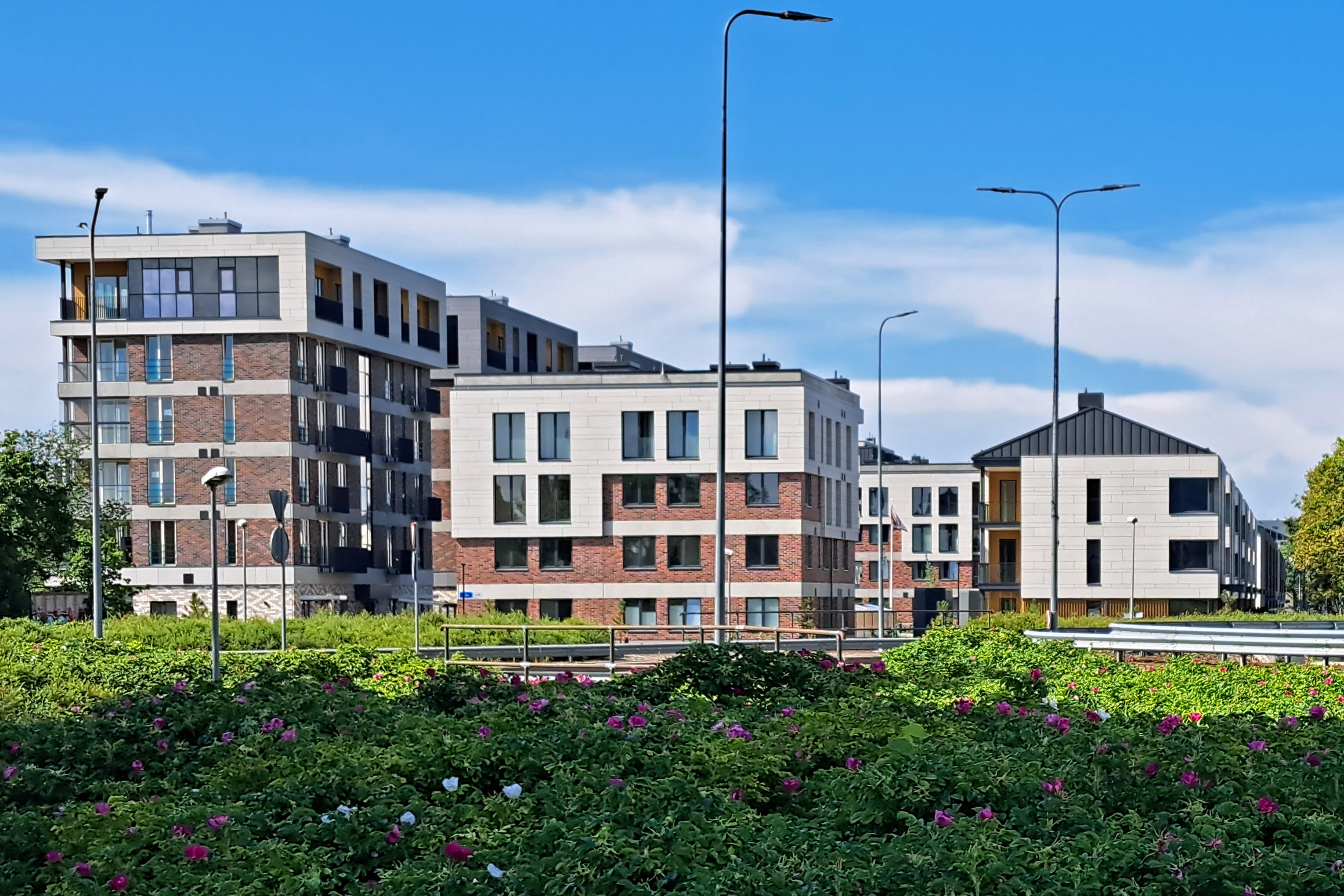
Maisons du quartier Uus-Veerenni
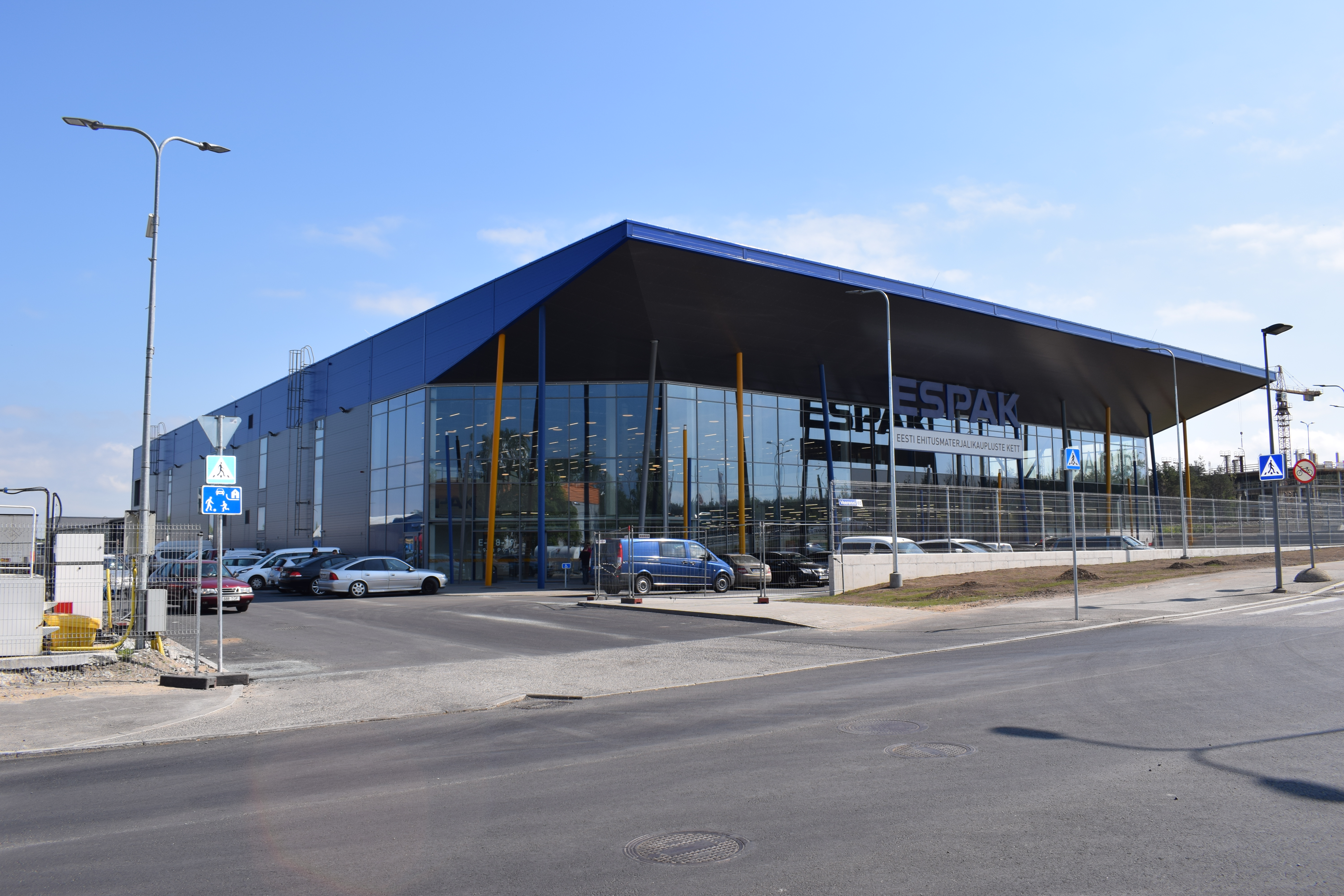
Veerenni tn 65, Centre ESPAK.